# Great Munden
Great Munden est une paroisse civile et un village du Hertfordshire, en Angleterre.